# Wichernkirche
Wichernkirche bzw. Wichernkapelle werden Kirchengebäude genannt, die dem Theologen und Begründer der Inneren Mission/Kirchlichen Sozialarbeit (Diakonie) Johann Hinrich Wichern gewidmet sind; dazu gehören:
- Wichernkirche (Berlin-Hakenfelde)
- Wichern-Kirche (Braunschweig-Lehndorf)
- Wichernkirche (Gießen)
- Wichernkirche (Hamburg-Hamm)
- Wichern-Kirche (Bredenscheid-Stüter)
- Wichernkirche (Heilbronn)
- Wichernkirche (Lübeck)
- Wichernkirche (Neumünster)
- Wichernkapelle in Radebeul, siehe Liste von Sakralbauten in Radebeul
- Wichernkirche (Stuttgart-Bad Cannstatt)
- Kirchenboot Johann Hinrich Wichern des Evangelischen Binnenschifferdienstes